# Рипарбела
Рипарбела (итал. Riparbella) је насеље у Италији у округу Пиза, региону Тоскана.
Према процени из 2011. у насељу је живело 834 становника. Насеље се налази на надморској висини од 209 м.

## Становништво
Према резултатима пописа становништва 2011. у општини је живело 1.631 становника.
| 1931. | 1936. | 1951. | 1961. | 1971. | 1981. | 1991. | 2001. | 2011. |
| ----- | ----- | ----- | ----- | ----- | ----- | ----- | ----- | ----- |
| 2.845 | 2.748 | 2.715 | 2.033 | 1.517 | 1.372 | 1.318 | 1.327 | 1.631 |